# Stadtplatz (Aichach)

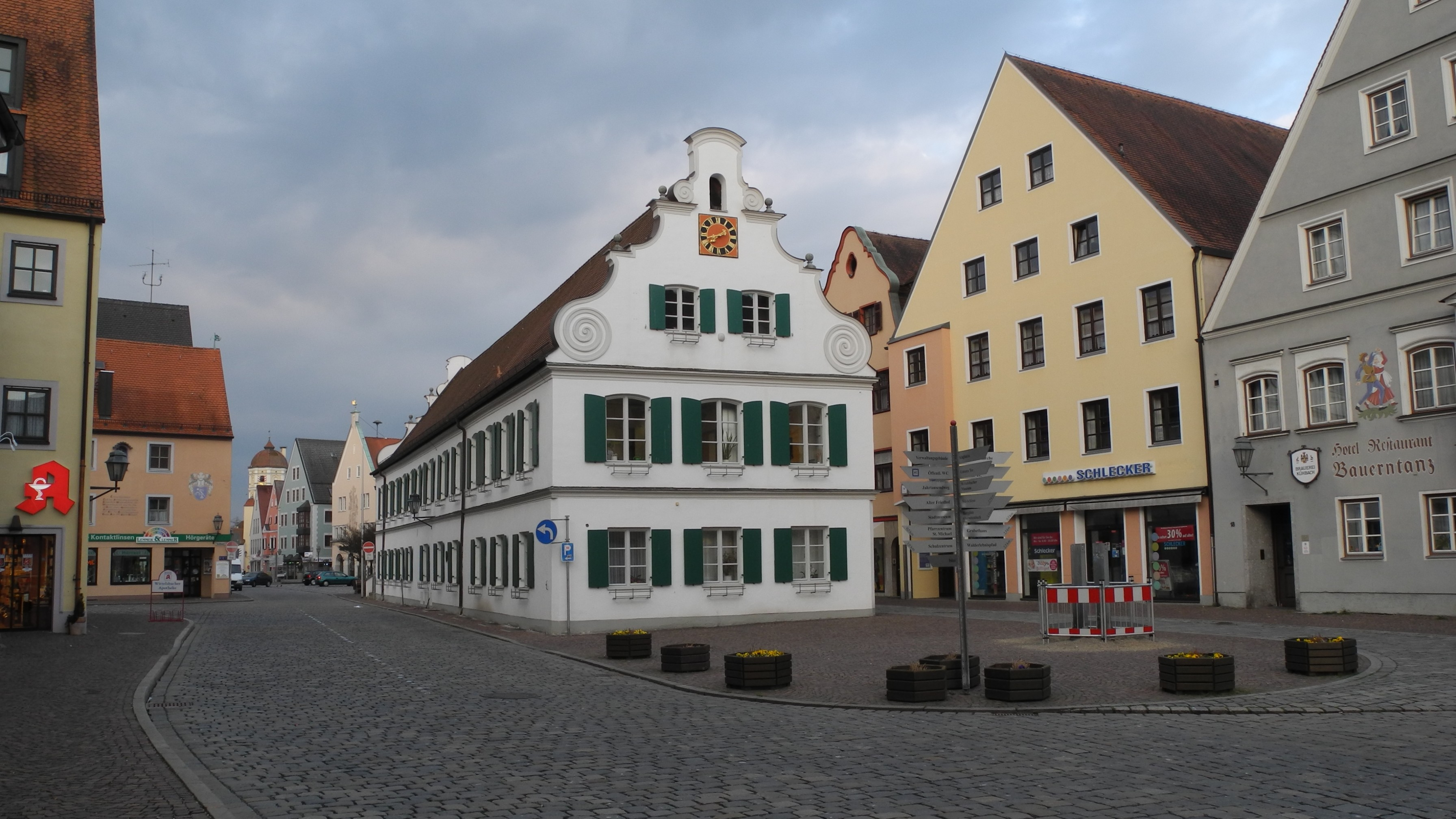
Stadtplatz in Aichach mit Rathaus in der Mitte

Der Stadtplatz ist ein Bauensemble in Aichach, der Kreisstadt des Landkreises Aichach-Friedberg im bayerischen Regierungsbezirk Schwaben.

## Beschreibung
Der langgestreckte Stadtplatz bildet mit seiner Begrenzung durch das Obere und Untere Tor und mit dem Rathaus als Mittelpunkt den Kern der Altstadt von Aichach. 
Die 330 Meter lange Straßenachse verläuft von Süden nach Norden, sie diente als Verkehrs-, Handels- und Marktstraße. Sie befindet sich an der Kreuzung der alten Handels- und Poststraßen Augsburg–Regensburg und München–Donauwörth. Die Handelsstraßen durchziehen nach ihrer Vereinigung vor den Stadttoren gemeinsam die Stadt. 
Der Stadtplatz ist überwiegend mit bürgerlichen Giebelhäusern aus dem 17. und 18. Jahrhundert bebaut. Er vermittelt
den Eindruck der Geschlossenheit, was zusätzlich betont wird durch die Schließung des Platzes durch die beiden Stadttore. Dominant ist an der östlichen Seite die Kirche Heilig-Geist des ehemaligen Spitals. Um den langgestreckten Baukörper des barocken Rathauses mit seinen Volutengiebeln teilt sich der gepflasterte Straßenplatz. Die Wohn- und Geschäftshäuser, teils mit Flacherkern, sind typisch für eine bürgerliche Kleinstadt mit Handel und Gewerbe.

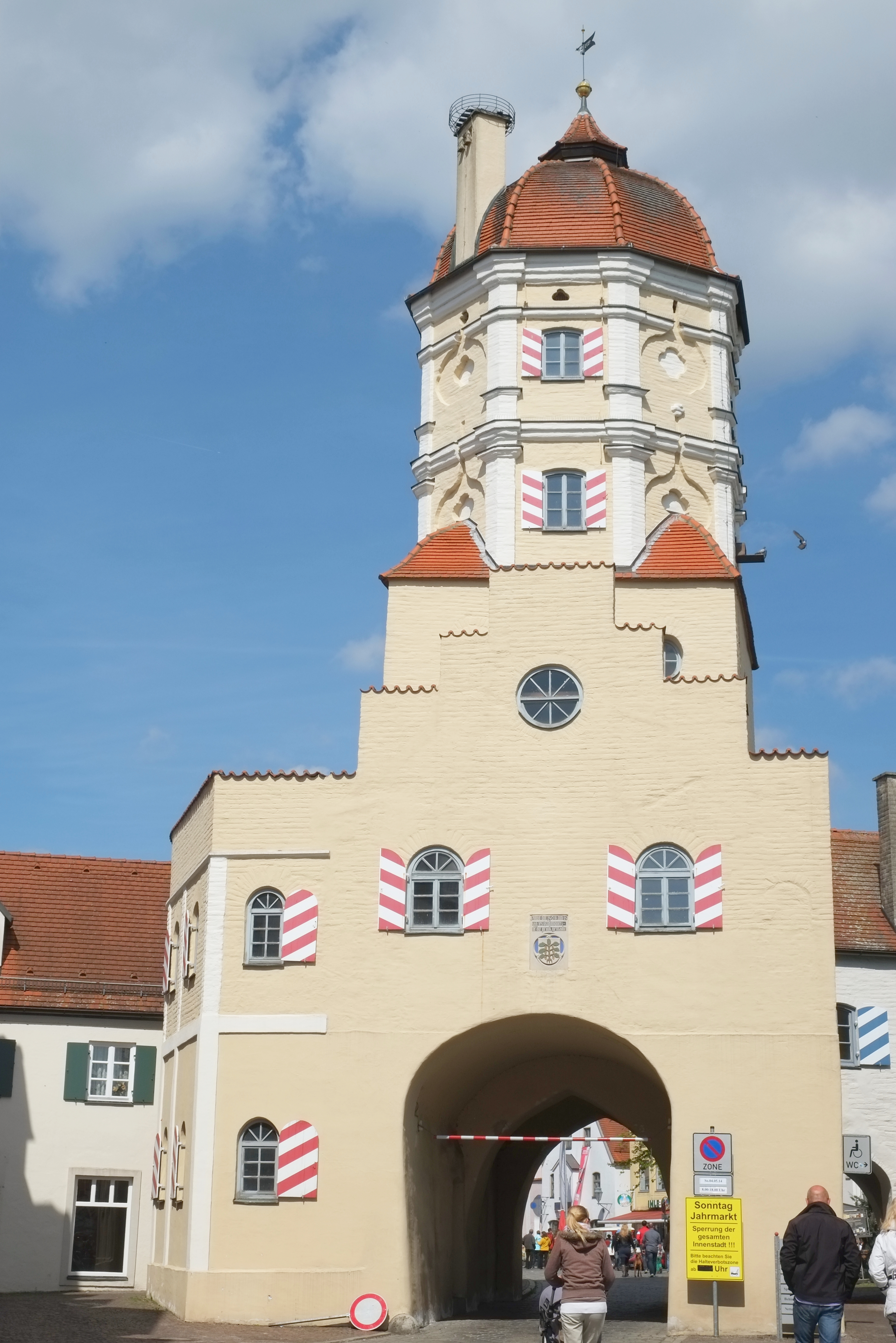
Oberes Tor (Feldseite)
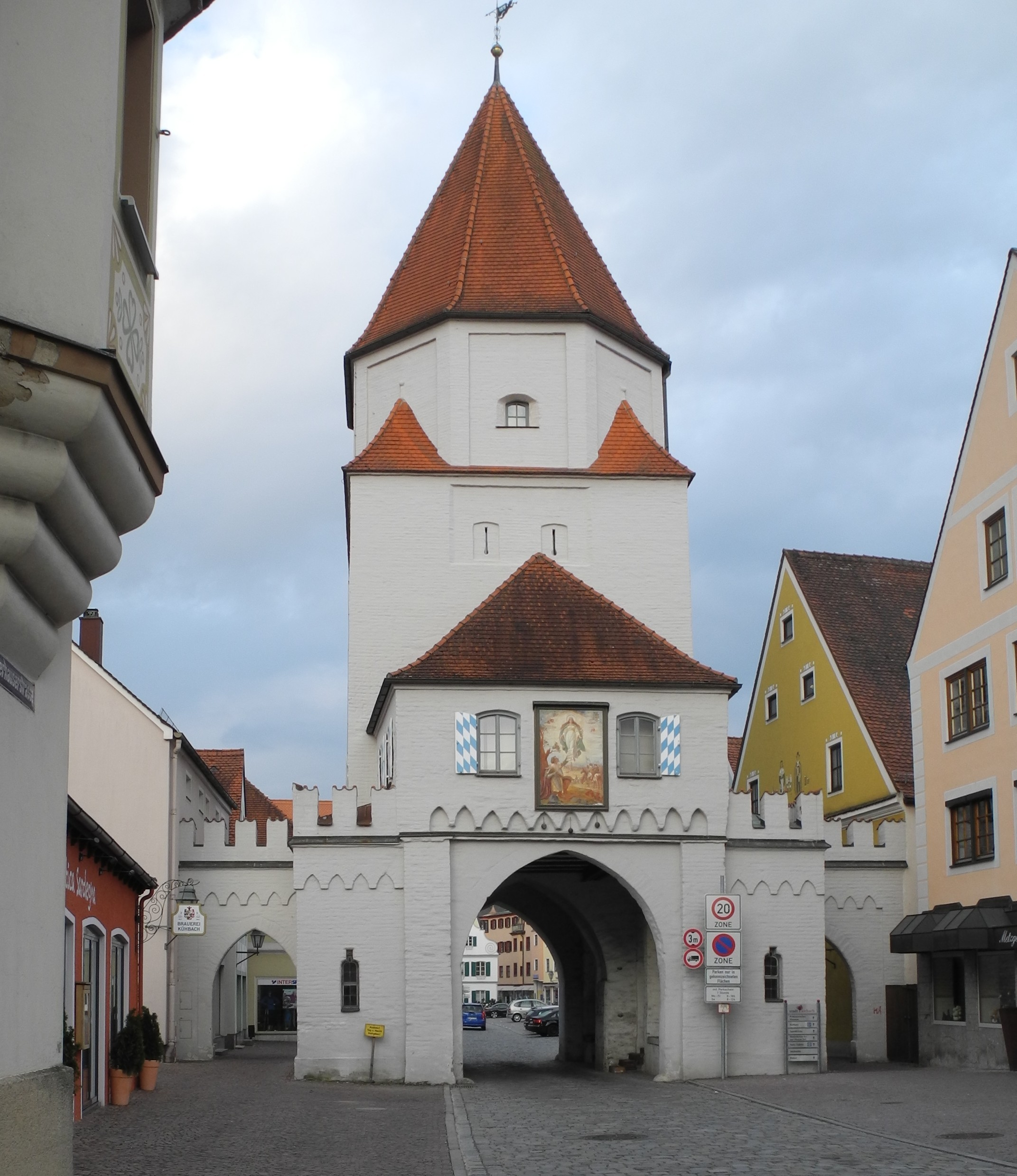
Unteres Tor (Feldseite)
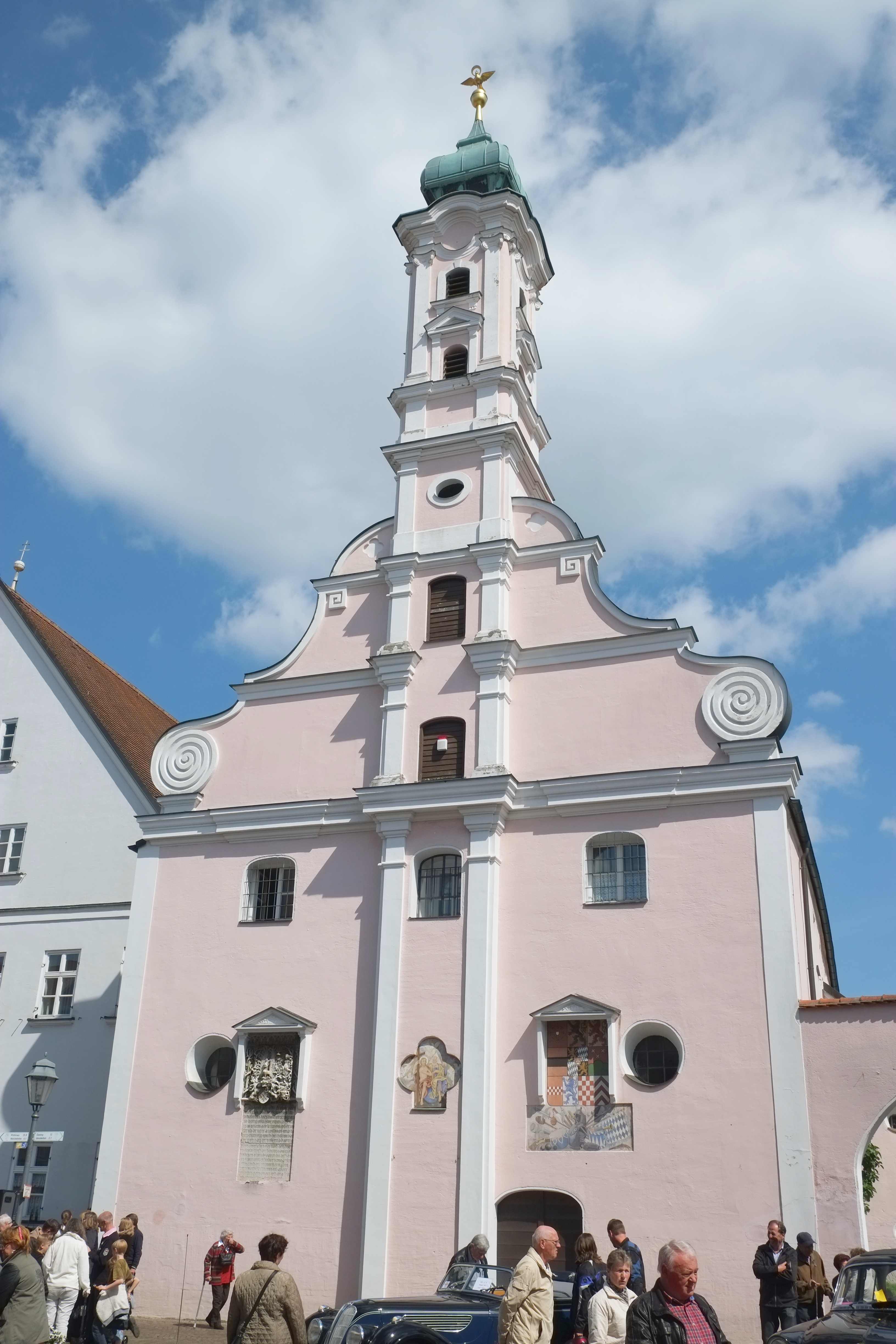
Kirche Heilig-Geist